# Polyura peninsularis
Polyura peninsularis är en fjärilsart som beskrevs av Henry Maurice Pendlebury 1933. Polyura peninsularis ingår i släktet Polyura och familjen praktfjärilar. Inga underarter finns listade i Catalogue of Life.